# Witryna

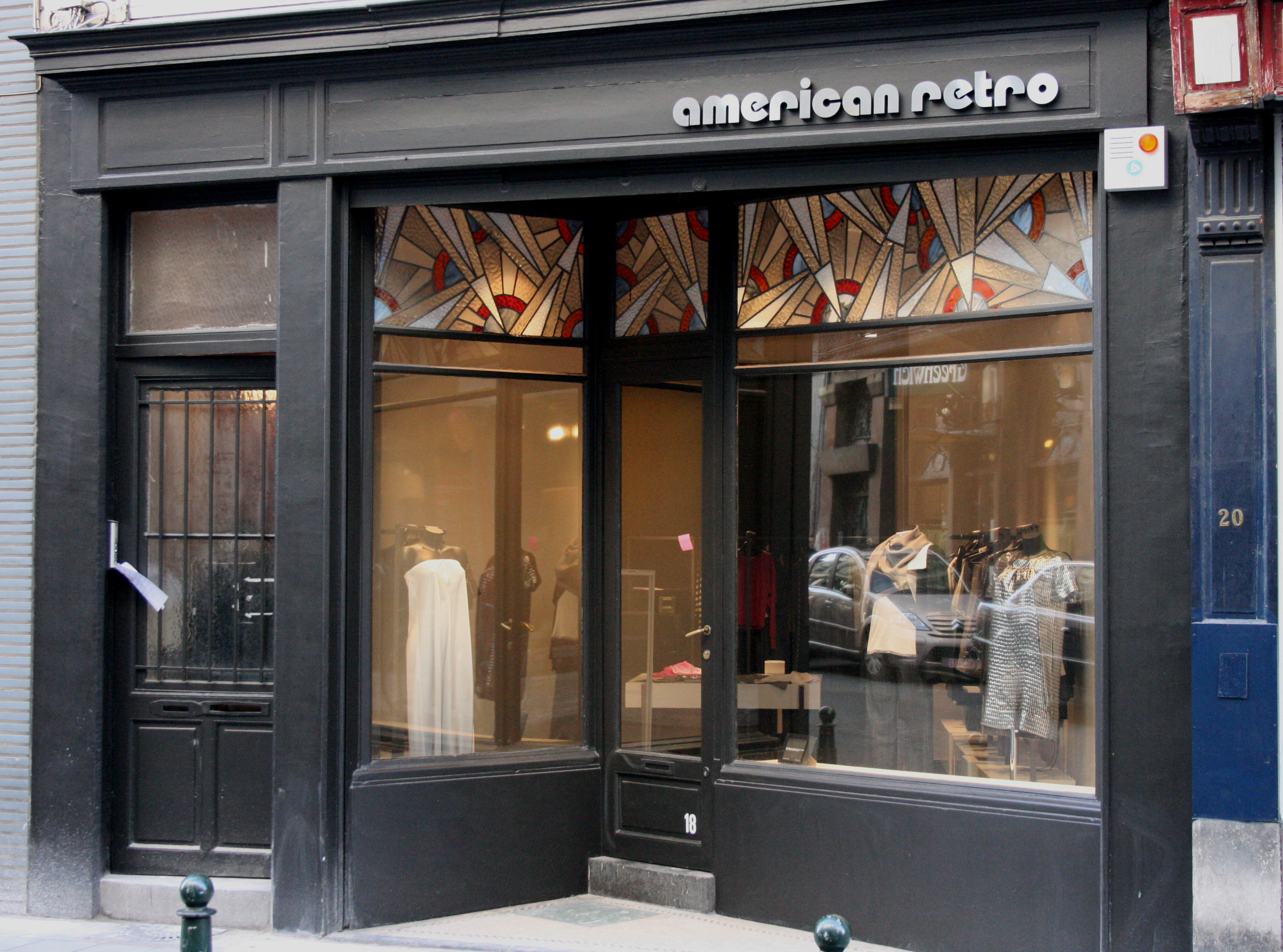
Witryna sklepowa

Witryna – okno wystawowe w sklepie, oszklona i najczęściej oświetlona gablota lub szafa w muzeum. Witryna służy do eksponowania towarów, przedmiotów, dzieł sztuki. Dzisiejsze sklepy, a szczególnie ich wystawy są miejscem reklamy towarów sprzedawanych przez daną instytucję i z tego powodu powinno być odpowiednio duże i jednocześnie chronić wystawiony towar przed zniszczeniem, kradzieżą.
Okno wystawowe (witryna) jest najważniejszą wizytówką sklepu, które powinno przyciągać uwagę, a jeszcze lepiej wywoływać emocje.